# 小鳥遊キアラ
小鳥遊 キアラ（たかなし キアラ、英: Takanashi Kiara）は、オーストリア出身のバーチャルYouTuber、歌手。所属事務所はホロライブプロダクションで、同事務所の女性バーチャルYouTuberグループ・ホロライブの英語圏を中心に活動する「ホロライブEnglish」の1期生にあたる「Myth（神話）」のメンバー。
活動開始当初は日本に住んでいた。2024年現在はオーストリア在住である。

## 概要
誕生日は7月6日 。身長165センチ。挨拶は「キッケリキー！！！」など。
キャラクターデザインはイラストレーターのhuke、Live2Dモデル制作はけっふぃーがそれぞれ担当。
ファンネームは「KFP」。

### 人物・エピソード
- ドイツ語を母語としているほか、英語に加えネイティブ並みの流暢な日本語を話す（たまにアクセントが関西弁に似る）。
- 同期では森カリオペとの絡みが多い。彼女とのペア名「TAKAMORI」は小鳥遊が発案したものである。
- ホロライブを知ったきっかけは白上フブキである[1][4]。兎田ぺこらを敬愛しており[1]、日本のホロライブタレントの話題になると度々兎田について語っている。また、フェニックスであることからマスコットがアヒルの大空スバルやクジャクのパヴォリア・レイネとのコラボも多い。
- ハロー！プロジェクトが好きで、自分もアイドルになりたいと思っていた時期があり、歌やダンスを練習していた[1]。
- 幼少期は、ブラック・アイド・ピーズ、パラモア、ケリー・クラークソンなどを聴いていた[5]。2023年のインタビューでは、TWICEやNewJeansなど、K-POPのアーティストにハマっていると答えている[5]。
- 名物企画として、日本のホロライブタレント1名をゲストに迎え、ゲストに関する視聴者からの質問を交え対談を行う「HOLOTALK with Takanashi Kiara」を2020年11月より行っている。

## 略歴
- 2020年
  - 9月9日、Twitterでの活動を開始[6]。
  - 9月12日、YouTubeで初配信を行いデビュー[7]。「Myth」の中では2番目のデビューとなった。同日、YouTubeのチャンネル登録者数が10万人を突破。
  - 12月9日、YouTubeチャンネルが突如凍結される。AIによる誤判定だったようで当日中に復旧した。

- 2021年
  - 4月1日、エイプリルフール企画の一環で、森カリオペのYouTubeチャンネルにおいてミニキャラ化した新衣装のお披露目を実施[8]。
  - 5月5日、新衣装お披露目配信を実施[9]。
  - 5月30日、YouTubeのチャンネル登録者数が100万人を突破[10]。ホロライブプロダクションでは猫又おかゆ、さくらみこ、一伊那尓栖に続き16人目。これにより「Myth」がメンバー全員がチャンネル登録者数100万人を達成した初のジェネレーションとなる。
  - 12月13日、パーティ衣装お披露目配信を実施[11][注釈 3]。

- 2022年
  - 1月9日、正月衣装お披露目配信を実施[12]。

## 主な出演

### ライブ
- 「hololive English 1st Concert -Connect the World-」Supported by Bushiroad（2023年7月2日、en:YouTube Theater）」[13][14]
- 「hololive English 2nd Concert -Breaking Dimensions-」（2024年8月24日 - 8月25日、KINGS THEATRE）[15][14]

#### ホロライブ全体ライブ
- 「hololive 3rd fes. Link Your Wish Supported By ヴァイスシュヴァルツ」DAY2（2022年3月20日、幕張メッセ）[16]
- 「hololive 4th fes. Our Bright Parade Supported By Bushiroad」DAY1（2023年3月18日、幕張メッセ）[17]
- 「hololive 5th fes. Capture the Moment Supported By Bushiroad」（2024年3月16日 - 3月17日、幕張メッセ）[18]
- 「hololive 6th fes. Color Rise Harmony」（2025年3月8日 - 3月9日、幕張メッセ）[19][20][21]

### イベント
- DoKomi（2021年8月7日 - 8月8日、ドイツ・ノルトライン＝ヴェストファーレン州 デュッセルドルフ）[22][23]
- 「HOLOLIVE EN 2021 VTUBER TOUR」[24]
  - en:MegaCon（2021年8月12日 - 8月15日）[24]
  - en:Fan Expo Boston（2021年9月3日 - 9月5日）[24]
  - en:Calgary Expo（2021年9月10日 - 9月12日）[24]

### 書籍
- 塗田一帆『ホロリスニング ホロライブEnglish -Myth- と学ぶ不思議な世界の英会話！』一迅社、2023年9月29日。ISBN 9784758018289。[25][26]

## リリース音源
○出典：hololive（ホロライブ）公式サイト

### 小鳥遊キアラ / Takanashi Kiara
| 発売日         | タイトル                       | 品番     | 出典   |
| -------------- | ------------------------------ | -------- | ------ |
| 2020年11月27日 | HINOTORI                       | CVRD-014 | [ 27 ] |
| 2021年2月14日  | Heart Challenger               | CVRD-029 | [ 28 ] |
| 2021年7月7日   | SPARKS                         | CVRD-054 | [ 29 ] |
| 2022年5月29日  | Fever Night                    | CVRD-160 | [ 30 ] |
| 2022年9月19日  | DO U                           | CVRD-213 | [ 31 ] |
| 2023年12月15日 | Fire N Ice feat. Mori Calliope | CVRD-371 | [ 32 ] |
| 2024年4月6日   | CHIMERA                        | CVRD-409 | [ 33 ] |
| 2024年10月7日  | MIRAGE                         | CVRD-476 | [ 34 ] |
| 2025年4月22日  | PERFUME                        | CVRD-560 | [ 35 ] |
| 2025年7月7日   | TASTY                          | CVRD-593 | [ 36 ] |

| 発売日        | タイトル      | 品番     | 出典   |
| ------------- | ------------- | -------- | ------ |
| 2023年8月30日 | Point of View | CVRD-324 | [ 37 ] |

### hololive English -Myth-
| 発売日        | タイトル                                   | 品番     | 出典   |
| ------------- | ------------------------------------------ | -------- | ------ |
| 2022年1月14日 | Journey Like a Thousand Years 〜千年の旅〜 | CVRD-113 | [ 38 ] |
| 2022年10月1日 | Non-Fiction                                | CVRD-220 | [ 39 ] |
| 2024年1月11日 | ReUnion                                    | CVRD-385 | [ 40 ] |
| 2024年9月16日 | The Show Goes On!                          | CVRD-471 | [ 41 ] |

| 発売日        | タイトル                                                | 品番     | 出典   |
| ------------- | ------------------------------------------------------- | -------- | ------ |
| 2021年3月14日 | Hololive English -Myth- Image Soundtrack (ft. Camellia) | CVRD-036 | [ 42 ] |

### hololive EN / hololive English
| 発売日         | タイトル            | 品番     | 出典   |
| -------------- | ------------------- | -------- | ------ |
| 2023年6月17日  | Connect the World   | CVRD-299 | [ 43 ] |
| 2024年8月15日  | Breaking Dimensions | CVRD-448 | [ 44 ] |
| 2024年12月27日 | Odyssey             | CVRD-514 | [ 45 ] |
| 2025年7月20日  | All for One         | CVRD-597 | [ 46 ] |

| 発売日         | タイトル                              | 品番     | 出典   |
| -------------- | ------------------------------------- | -------- | ------ |
| 2024年10月26日 | hololive English Eurobeat Remix Album | CVRD-487 | [ 47 ] |

### hololive IDOL PROJECT
| 発売日        | タイトル                                            | 品番     | 出典   |
| ------------- | --------------------------------------------------- | -------- | ------ |
| 2023年7月2日  | 青春アーカイブ                                      | CVRD-303 | [ 48 ] |
| 2024年3月15日 | ホロライブ言えるかな？hololive SUPER EXPO 2024 ver. | CVRD-406 | [ 49 ] |

### その他の参加楽曲
| 発売日        | タイトル                      | アーティスト                                                                    | 品番     | 出典   |
| ------------- | ----------------------------- | ------------------------------------------------------------------------------- | -------- | ------ |
| 2023年8月21日 | HOLOTORI Dance!               | HOLOTORI（Takanashi Kiara、Pavolia Reine、鷹嶺ルイ、大空スバル、Nanashi Mumei） | CVRD-321 | [ 50 ] |
| 2025年7月28日 | Glow in the Dark              | Takanashi Kiara & ラプラス・ダークネス                                          | CVRD-600 | [ 51 ] |
| 2025年8月19日 | Kirameki Rider – English ver. | Mori Calliope, Takanashi Kiara, Ninomae Ina'nis, IRyS, Ouro Kronii, Hakos Baelz | CVRD-619 | [ 52 ] |

| 発売日        | タイトル                     | アーティスト          | 品番      | 出典   |
| ------------- | ---------------------------- | --------------------- | --------- | ------ |
| 2024年2月27日 | ほろはにヶ丘高校 -Originals- | hololive × HoneyWorks | HLP-10003 | [ 53 ] |
| 2025年6月2日  | MUSICAL Fantasia of Bremen   | アキ・ローゼンタール  | CVRD-578  | [ 54 ] |